# Commiphora woodii
Commiphora woodii är en tvåhjärtbladig växtart som beskrevs av Adolf Engler. Commiphora woodii ingår i släktet Commiphora och familjen Burseraceae. Inga underarter finns listade i Catalogue of Life.